# Trương Thiệu
Trương Thiệu (giản thể: 张绍; phồn thể: 張紹; bính âm: Zhang Shao; ? – ?), tự Trấn Quốc (鎮國), là quan viên nhà Quý Hán thời Tam Quốc trong lịch sử Trung Quốc.

## Cuộc đời
Trương Thiệu quê ở quận Trác, U Châu, là con trai thứ hai của Xa kỵ tướng quân, Tư Lệ hiệu úy, Tây Hương hầu Trương Phi.
Năm 221, Trương Phi bị ám sát, anh cả Trương Bào lại chết khi còn trẻ, nên Trương Thiệu được kế tập tước Tây Hương hầu thay cho Trương Tuân (con trai Trương Bào).
Thời Hậu chủ, Trương Thiệu quan đến Thị trung, Thượng thư Bộc xạ.
Năm 263, Gia Cát Chiêm bị Đặng Ngải đánh bại tại Miên Trúc, quân Hoắc Dặc ở xa không kịp tới, Hậu chủ sai Thị trung Trương Thiệu, Quang lộc đại phu Tiều Chu, Phò mã Đô úy Đặng Lương hướng Đặng Ngải đầu hàng.
Năm 264, Hậu chủ Lưu Thiện bị áp giải đến Lạc Dương. Các đại thần Phàn Kiến, Trương Thiệu, Tiều Chu, Khước Chính, Trương Thông cũng bị áp giải theo, tùy tùng Hậu chủ. Tư Mã Viêm phong Lưu Thiện làm An Lạc công, phong bọn Trương Thiệu tước Liệt hầu.

## Trong văn hóa
Trong tiểu thuyết Tam quốc diễn nghĩa, Trương Thiệu xuất hiện ở hồi 118, giữ chức Thị trung. Sau khi Gia Cát Chiêm thua trận, quân Đặng Ngải áp sát Thành Đô, Hậu chủ nghe theo lời Tiều Chu, sai Trương Thiệu, Đặng Lương, Tiều Chu mang ngọc tỉ đến Lạc Thành xin hàng. Đặng Ngải được tin, mừng lắm, nhận lấy ngọc tỉ, trọng đãi ba người. Đoạn sau, Trương Thiệu được Đặng Ngải phong làm Ích Châu Biệt giá, cùng Thái thường Trương Tuấn chiêu hàng các quận huyện. Vì Trương Thiệu là hậu duệ duy nhất của Trương Phi đầu hàng tặc nên trong tiểu thuyết, La Quán Trung không hề nói Thiệu là con của Trương Phi.